# Lixophaga similis
Lixophaga similis là một loài ruồi trong họ Tachinidae.